# Stokke
Stokke és un antic municipi situat al comtat de Vestfold, Noruega. Té 11.657 habitants (2016) i la seva superfície és de 118,37 km². El centre administratiu del municipi és el poble homònim.

## Fills il·lustres
- Frederik Stang (1808-1884), cap d'estat noruec.